# Jac Maris
Walter Jacques (Jac) Maris (Maagdenburg, 21 februari 1900 – Groesbeek, 5 april 1996) was een Nederlandse beeldhouwer en (wand)schilder.

## Leven en werk
Jac of Jac. Maris was een zoon van Jacob Maris (1876-1947) en Ida L.Wittkowsky (1878-1951). Hij stamt uit een kunstenaarsfamilie, zijn opa Jacob en oudooms Willem en Matthijs Maris waren kunstschilders. Maris trouwde met Wilhelmina Elisabeth (Willy) Vermeer (1902-2000), dit huwelijk bleef kinderloos.
Hij ontving zijn beeldhouwopleiding vanaf 1914 bij de beeldhouwer Achilles Moortgat in Kleef, waar de familie Maris toen woonde. In 1917 verhuisde de familie naar Nijmegen en Jac. bezocht de kunstacademie in Düsseldorf. Ook bezocht hij België en Engeland. Hij vestigde zich in 1926 in de Looistraat in Heumen. Aanvankelijk was hier slechts zijn atelier, doch na de Tweede Wereldoorlog werd een woonkamer aangebouwd. 
Maris creëerde werken in hout, keramiek, kunst- en natuursteen. Hij maakte talloze religieuze werken dankzij zijn vele contacten in het katholieke milieu. Maris nam met het beeldhouwwerk 'polospeler' deel aan de kunstwedstrijden op de Olympische Zomerspelen 1936. Na de oorlog kreeg hij, als oud-verzetsman, opdracht voor diverse oorlogsmonumenten in Oosterbeek, Nijmegen, Heumen, Tiel en Gennep. Over het oorlogsverleden van Maris zelf, waarover verschillende verhalen de ronde doen, verscheen in 2018 een onderzoek van de hand van de conservator van het Ateliermuseum Jac Maris. Het onderzoek toont aan, dat van een 'fout' oorlogsverleden van Maris geen sprake is.
Jac Maris in 1996, overleed op 96-jarige leeftijd. In zijn atelier werd in 2000 een museum gevestigd, het Ateliermuseum Jac Maris, waar een collectie van Maris' werken uit de periode 1915 tot 1994 wordt tentoongesteld. De catalogus van de museumcollectie beeldhouwwerk en plastiek bevat 233 werken in steen, brons, metaal, keramiek.

## Selectie van werken in de openbare ruimte
- Maria (1941), Boomstraat in Tilburg
- Gedenksteen Jan van Hoof (1945), Waalbrug in Nijmegen
- Airborne Monument (1946), Oosterbeek
- Monument voor Nederlandse Militairen (Piëta) (1947), Monumentenweg in Heumen
- Kruiswegstaties (1949), Processiepark Bonifatiuskapel te Dokkum, incl. meditaties van opdrachtgever pater Carmeliet Titus Brandsma
- Mercurius (1951), Plein 1944 in Nijmegen
- Oorlogsmonument (1951), Plein 1944 in Nijmegen
- Bevrijdingsmonument (De Barmhartige Samaritaan (Gennep)) (1953), Niersweg in Gennep
- Herdenkingsplaquette voor de gefusilleerde N.A. Oostinga, directeur van het postkantoor (1953), Tiel
- Jongens- en meisjesfiguur (1956/69), Nijhofslaan in Hengelo
- Waarom ik? (1957), bevrijdingsmonument bij het gemeentehuis aan de Kinkelenburglaan in Bemmel
- Beeld in de Onze-Lieve-Vrouw-van-Toevluchtkapel (1960) in Rijckholt
- Christus Goede Herder (1961), Bisonstraat in Nijmegen
- Moeder en dochter (1964) in Arnhem
- Meisje in brons (1974) in Leuth (Ubbergen)
- Mythische paarden (1986) in Gendt
- De Draagster van Morgen (1993), Gendt
- Adam Antoon Frans Baptist (1999), Koolmarkt in Megen (Oss)

## Fotogalerij

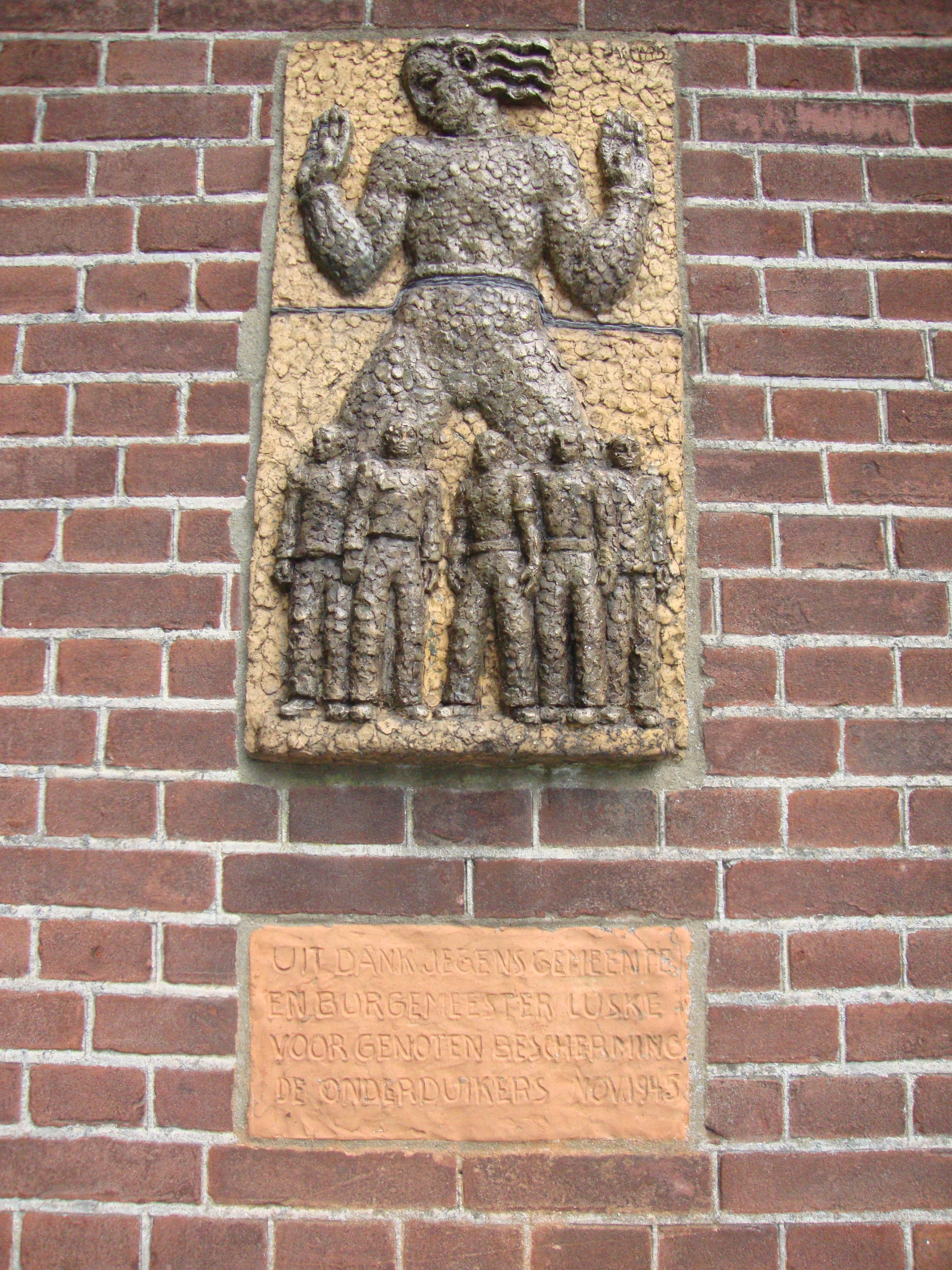
Monument voor Jacques J.C.M. Luske, Bergharen
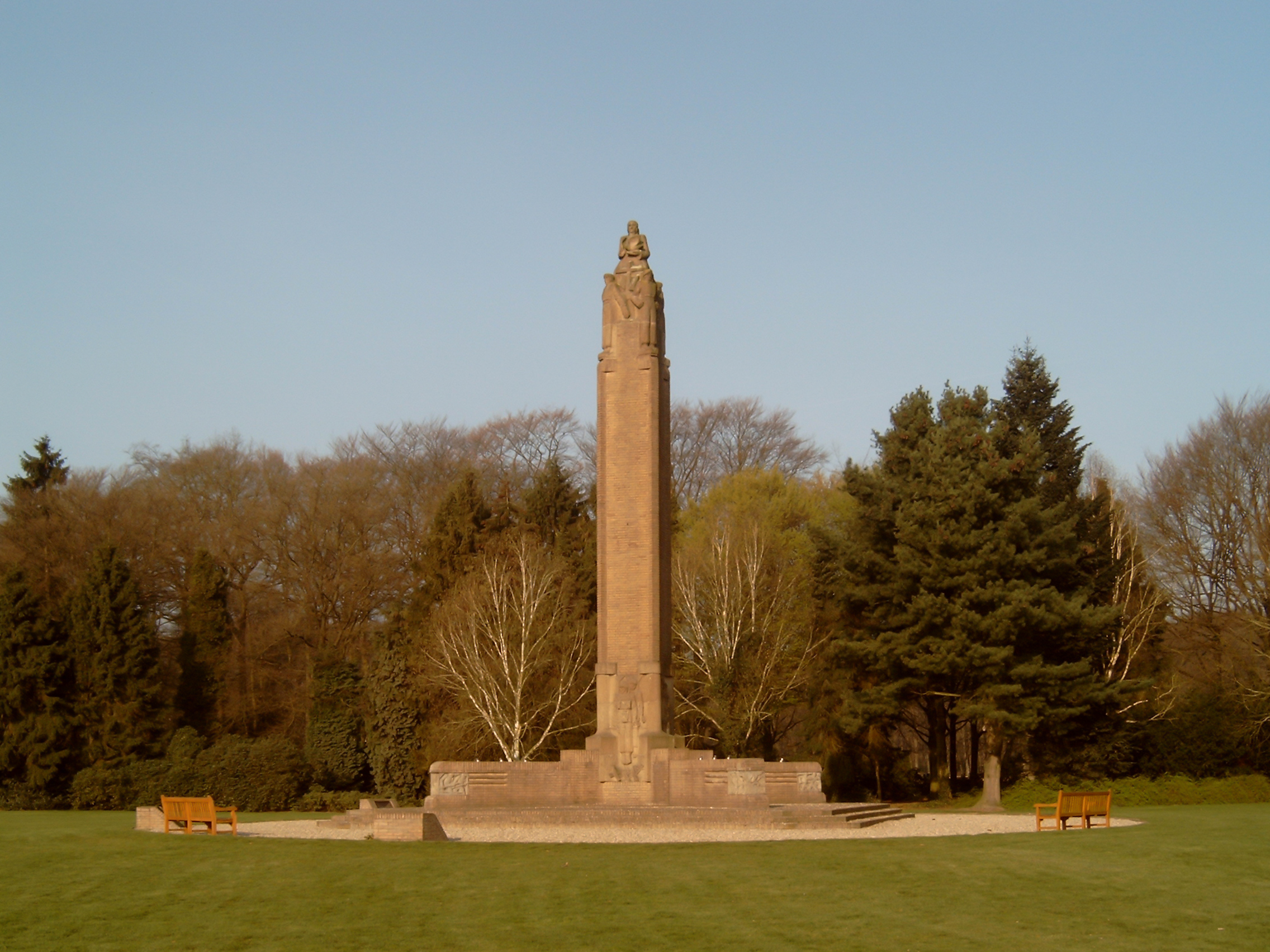
Airborne monument (1946), Oosterbeek
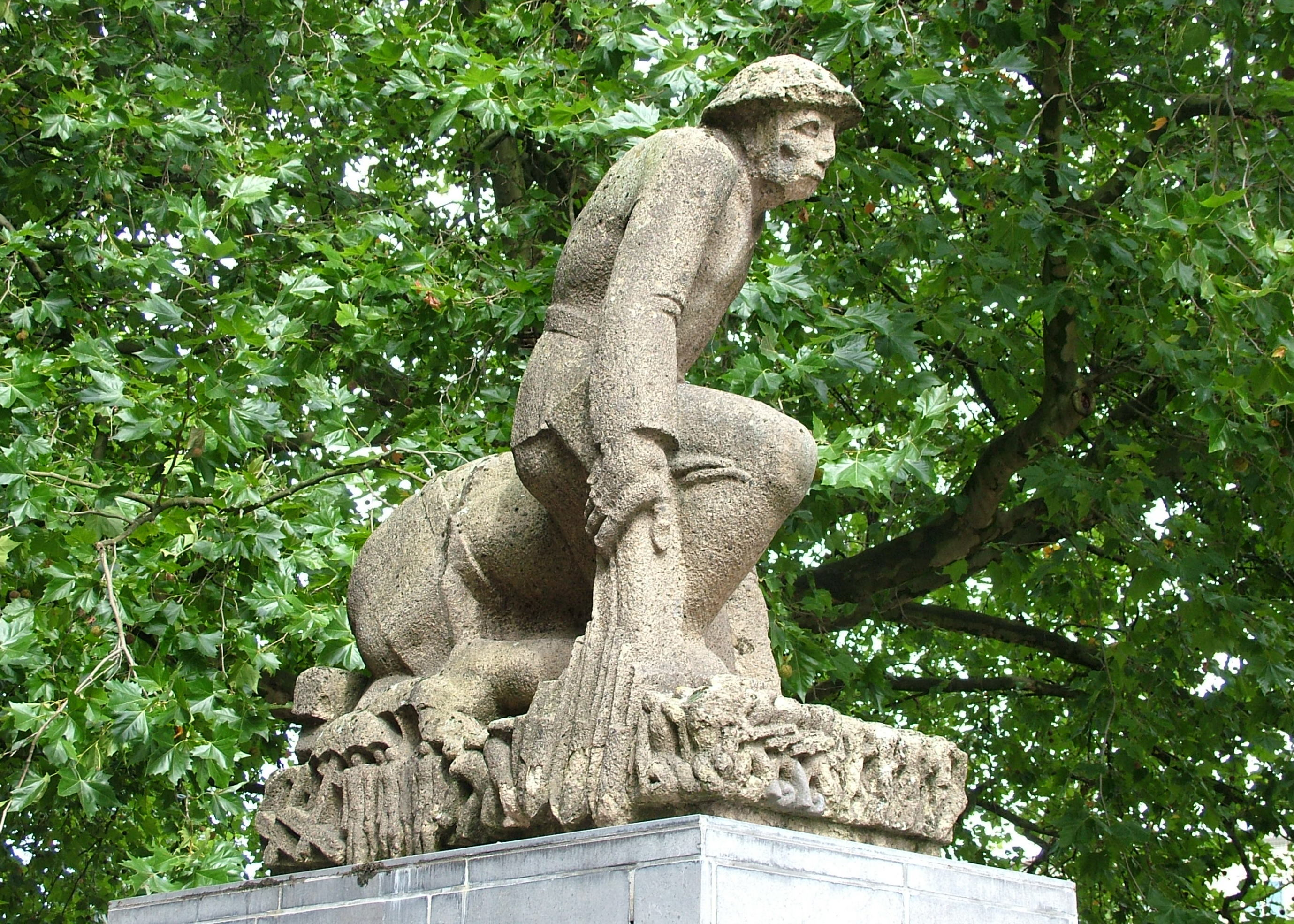
Oorlogsmonument (1951), Nijmegen
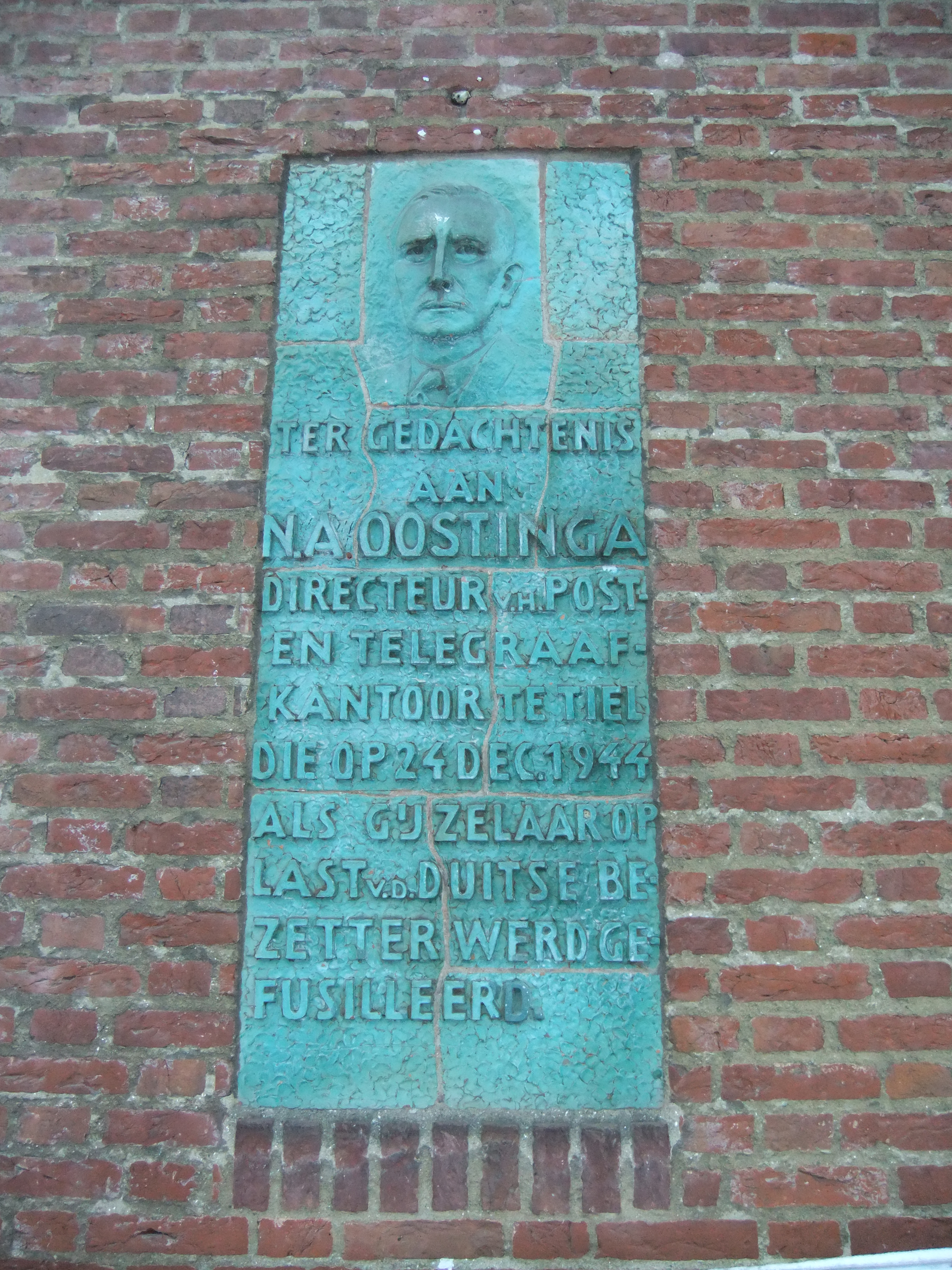
Herdenkingsplaquette (1953), Tiel
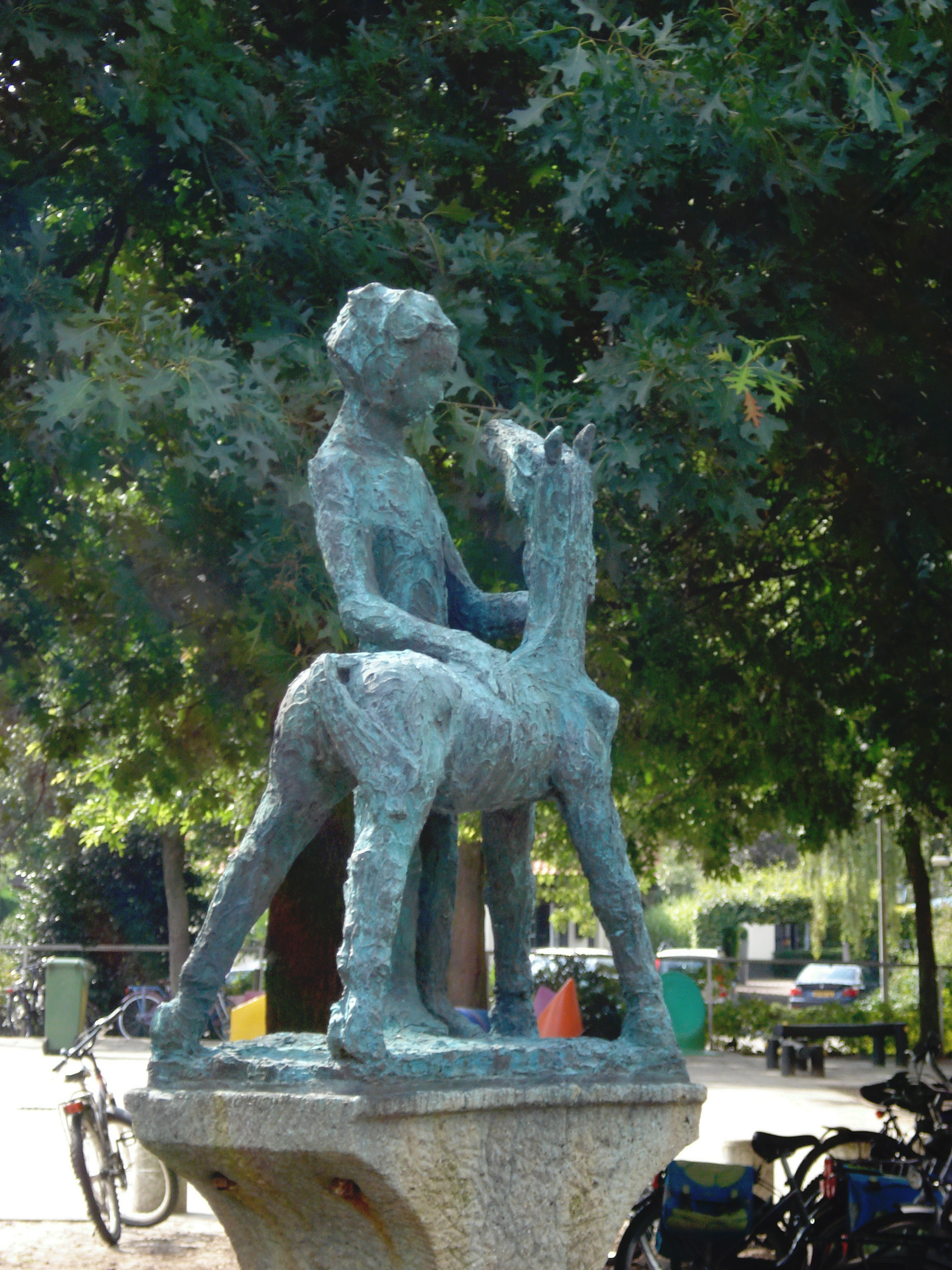
Kind met veulen (ca. 1960), Voormalige locatie Malden, nu Ateliermuseum Jac Maris Heumen
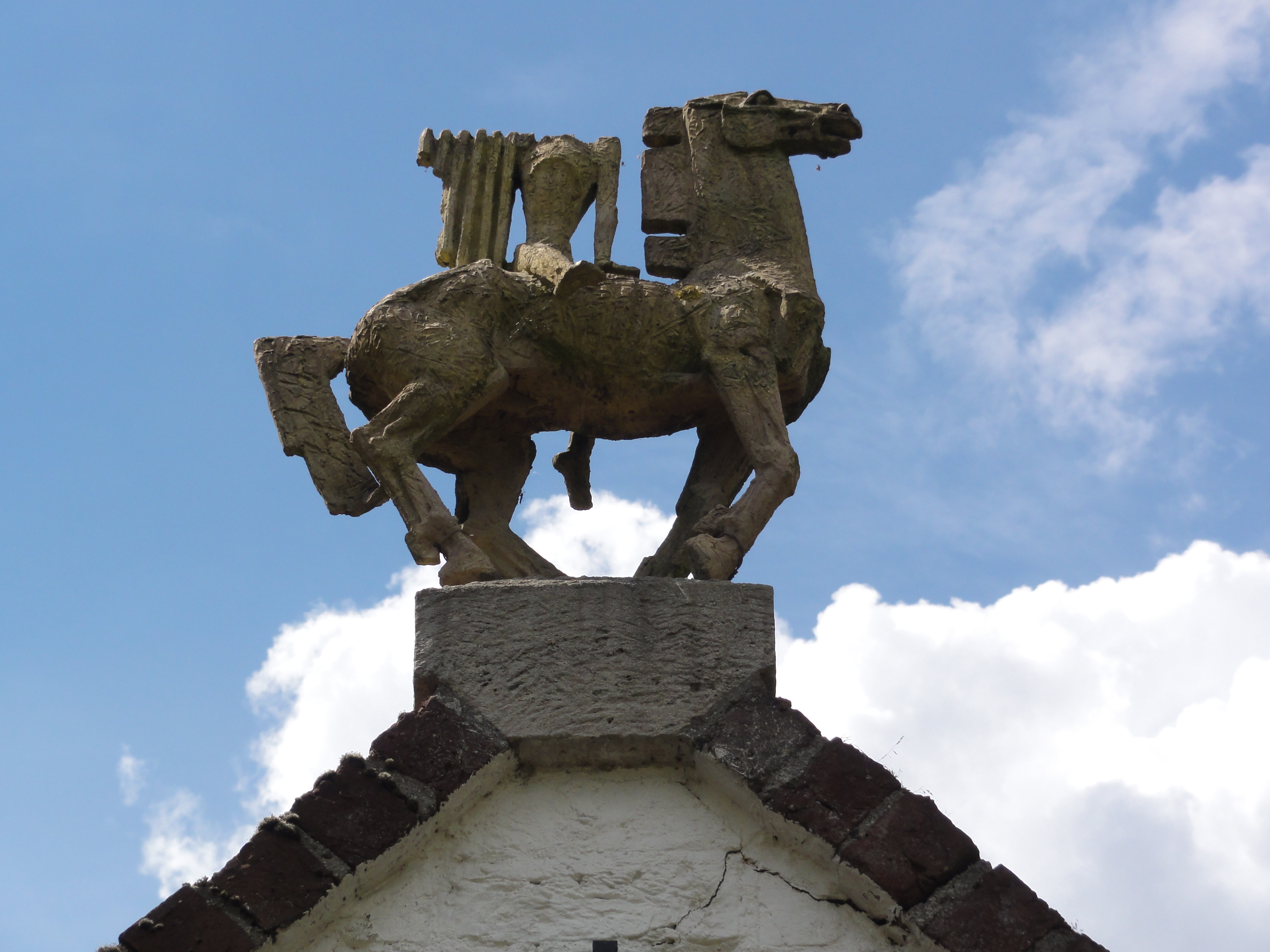
Sint Maarten Geveltop Ateliermuseum Jac Maris, Heumen